# Ingka Holding
Ingka Holding B.V. er holdingselskab for Ikea-koncernen og baseret i Leiden, Nederlandene. Virksomheden kontrollerer 367 franchise-drevne varehuse ud i alt 422 Ikea-varehuse. Selskabet er ejet af fonden Stichting Ingka Foundation. INGKA-navnet stammer fra grundlæggeren Ingvar Kamprad.